# Theretra orpheus
Theretra orpheus là một loài bướm đêm thuộc họ Sphingidae. Nó được tìm thấy ở hầu hết Châu Phi.
Chiều dài cánh trước là 22–26 mm. Cánh trước hẹp và dài. Cánh sau màu xám hơi đen tối.

## Phụ loài
- Theretra orpheus orpheus (rừng gồ và từ từ Cape đến Đông Phi)
- Theretra orpheus gauthieri Darge, 1991  (Princípe)
- Theretra orpheus intensa Rothschild & Jordan, 1903 (quần đảo Comoro)
- Theretra orpheus malgassica Clark, 1933  (Madagascar)
- Theretra orpheus pelius Rothschild & Jordan, 1903  (Uganda, Congo đến Sierra Leone)
- Theretra orpheus scotinus Rothschild & Jordan, 1915 (Nigeria)